# Giorgio Voghera
Giorgio Voghera, né à Trieste le 19 août 1908 et mort à Trieste le 11 novembre 1999, est un écrivain (romancier et essayiste) italien.

## Biographie
Giorgio Voghera grandit dans la communauté juive de Trieste. Il est le fils du mathématicien Guido Voghera et de Paola Fano. Travaillant pour la Riunione Adriatica di Sicurtà (RAS), une grande compagnie d'assurance triestine, il se lie notamment avec Umberto Saba, Virgilio Giotti, Roberto Bazlen. Il doit, avec la promulgation des lois raciales fascistes, partir en Palestine en 1939. Au déclenchement de la Guerre, il est emprisonné par les Anglais, et cette incarcération lui inspirera En prison à Jaffa. Iil vit ensuite dans un kibboutz près de Jaffa jusqu'en 1948. De retour en Italie, où il retrouve un poste à la RAS, et débute en parallèle sa carrière d'écrivain. À partir de 1962, il se consacre pleinement à l'écriture d'essais et de romans.
Sa figure et son œuvre sont évoquées par Claudio Magris dans le premier chapitre de Microcosmes (1997, trad. fr. 1998).

## Œuvre
- 1959 : Come far carriera nelle grandi amministrazioni, compte d'auteur (réédition Lint en 1996) ; Comment faire carrière dans les grandes administrations, trad.fr. Muriel Morelli, Éditions Allia, 64 p., 2021.
- 1961 : Il segreto, éditions Einaudi ; Le Secret. Anonyme triestin, trad. fr. par Jean et Marie-Noëlle Pastureau, préface de Dominique Fernandez, Seuil, 402 p., 1996.
- 1967 : Quaderno d'Israele, éd. Scheiwiller ; Cahiers d'Israël, trad.fr. Carole Cavallera, Éditions de la Différence, 190 p., 2005.
- 1974 : Il direttore generale, éd. l'Asterisco ; Le Directeur Général, trad.fr. Gérard-Georges Lemaire, Éditions de la Différence, 64 p., 2003.
- 1980 : Gli anni della psicoanalisi, éd. Studio Tesi
- 1983 : Nostra signora morte, éd. Studio Tesi ; Notre Maîtresse la Mort, traduction fr. par Carole Walter, Éditions Circé, 125 p., 1992 (rééd. 1998).
- 1985 : Carcere a Giaffa, éd. Studio Tesi ; En prison à Jaffa, trad. fr. par Carole Cavallera, Éditions de la Différence, 96 p., 2003.
- 1989 : Gli anni di Trieste, Libreria Editrice Goriziana.